# سسک بال‌زرین
سسک بال‌زرین یا سسک زرین‌بال‌ (نام علمی: Vermivora chrysoptera) از چرخ‌ریسک‌نمایان است که در جنوب شرقی و جنوب مرکزی کانادا و در کوه‌های آپالاچی در شمال شرقی تا شمال مرکزی ایالات متحده زادآوری می‌کند. اکثریت (حدود ۷۰٪) جمعیت جهان در ویسکانسین، مینه‌سوتا و منیتوبا زادآوری می‌کنند. جمعیت سسک بال‌زرین به آرامی به سوی شمال در حال گسترش است، اما به‌طور کلی در سراسر محدوده آن، به احتمال زیاد در نتیجه از دست دادن زیستگاه و رقابت/ دورگه‌زایی با سسک بال‌آبی بسیار نزدیک، Vermivora cyanoptera کاهش می‌یابد. جمعیت کنونی به دو منطقه محدود شده است: دریاچه‌های بزرگ و کوه‌های آپالاچی. جمعیت آپالاچی‌ها از دههٔ ۱۹۶۰ تاکنون ۹۸ درصد کاهش یافته است و به‌طور چشمگیری در خطر است. خدمات ماهی و حیات وحش ایالات متحده درخواست داده است تا این گونه‌ها را تحت قانون گونه‌های در خطر انقراض سال ۱۹۷۳ فهرست کند و در حال حاضر پس از صدور یک یافته مثبت، همهٔ اطلاعات را بررسی می‌کند. پس از بررسی، خدمات ماهی و حیات وحش ایالات متحده دریافت که دادخواست برای فهرست کردن گونه‌های در معرض خطر یا در معرض خطر، «اطلاعات علمی یا تجاری قابل توجهی را ارائه می‌کند که نشان می‌دهد فهرست کردن سسک بال‌زرین ممکن است موجه باشد».

## ریشه‌شناسی
نام سردهٔ Vermivora از واژهٔ لاتین vermis به معنی «کرم» و vorare به معنی «بلعیدن» و نام خاص chrysoptera از واژهٔ یونان باستان khrusos، به معنی «زرین، طلایی» و pteron به معنای «بال» است.